# لويد برازيل
لويد برازيل (بالإنجليزية: Lloyd Brazil)‏ هو مدرب كرة سلة أمريكي، ولد في 24 أبريل 1906 في باي سيتي في الولايات المتحدة، وتوفي في 3 أبريل 1965 في ديترويت في الولايات المتحدة.